# Alexander Megos
Alexander Megos (* 12. srpna 1993, Erlangen) je německý reprezentant ve sportovním lezení, který jako první na světě přelezl cestu klasifikace 9a stylem OS. Vicemistr Evropy v boulderingu, juniorský vicemistr světa v lezení na obtížnost, vítěz Německého poháru a trojnásobný juniorský mistr Německa.
Mezinárodních závodů IFSC se účastnil v letech 2008–2012 a poté od roku 2017 již jako dospělý. Závodům ve sportovním lezení se věnuje také jeho sestra Alina Megos.
Od roku 2017 pracoval na svém projektu ve Francii nazvaném Bibliographie. Již od začátku bylo očividné že se bude jednat o jeden z nejtěžších dosud dokončených projektů. Tuto cestu nakonec v roce 2021 překonal, načež jí přiřadil obtížnost 9c. Tuto obtížnost má dodnes pouze jedna cesta, a to Silence od lezce Adama Ondry. Po důkladném uvážení však Megos změnil tuto klasifikaci na 9b+.

## Výkony a ocenění
- 2013: první OS přelez cesty 9a Estado Critico ve španělské oblasti Siurana. (Podle dalších světových lezců např. Adam Ondra, Patxi Usobiaga je však obtížnost cesty 8c+ a další lezci např. Jonathan Siegrist, Nicolas Favresse ji hodnotí jako lehké 9a, spíše 8c+.)[2]
- 2014: nominace na ocenění Salewa Rock Award
- 2015: ocenění Salewa Rock Award
- 2018: bronz na mistrovství světa

### Skalní lezení

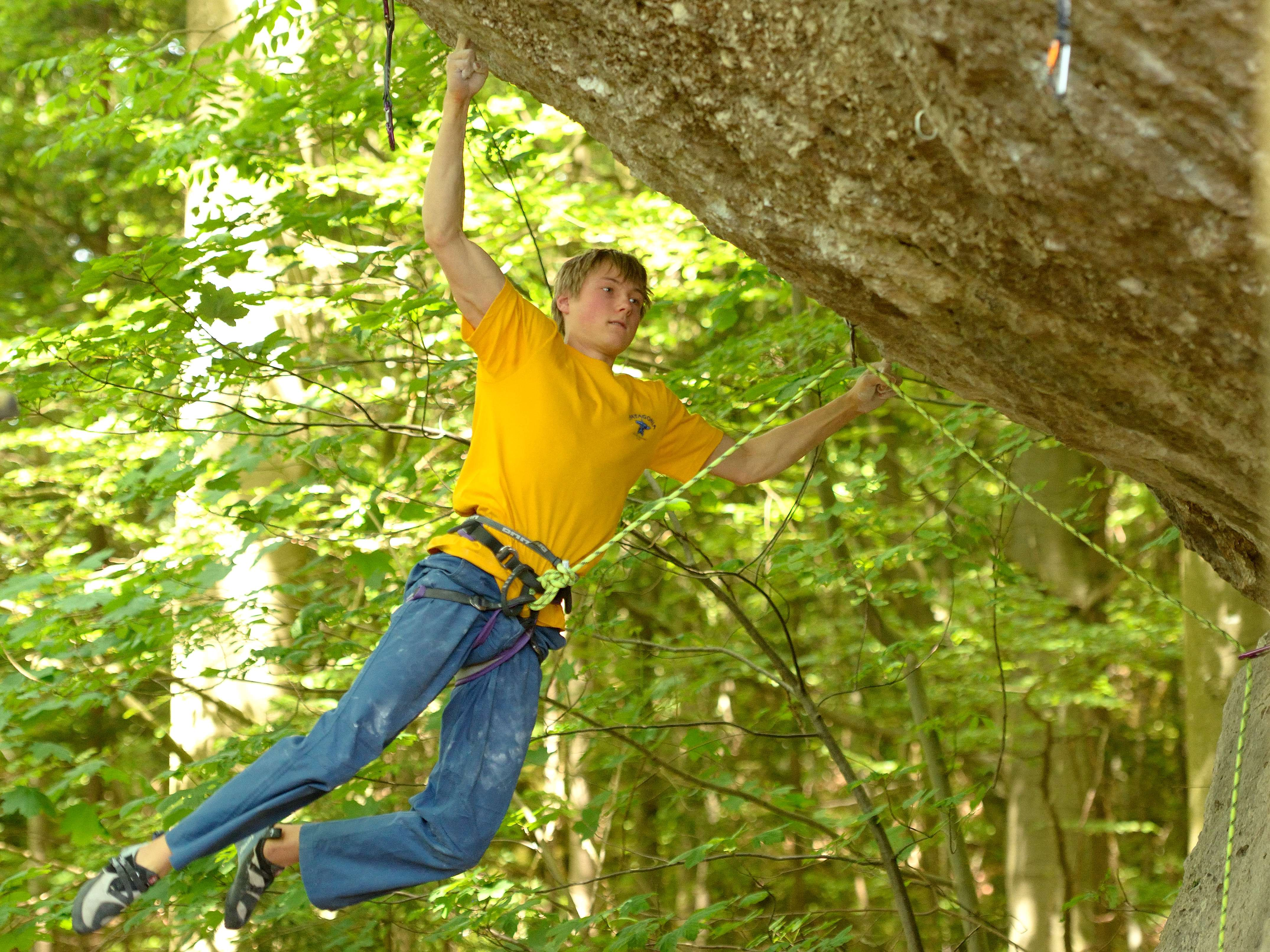
Alex v cestě Action Directe, 11 (9a), Foto Jorgos Megos

- 24. března 2013: Estado Critico, 9a OS, Siurana, Španělsko
- 30. března 2013: La Rambla, 9a+, Siruana, Španělsko, na druhý pokus
- květen 2014: Action Directe, 9a, Frankenjura, Německo, přelezl za pouhé dvě hodiny během několika málo pokusů (16. přelez této cesty)[3]
- Fightclub, 9b, první přelez
- First Round First Minute, 9b, třetí přelez cesty Chrise Sharmy

### Závodní výsledky
| Mistrovství světa | Mistrovství světa | Mistrovství světa |
| Rok               | 2018              | 2019              |
| ----------------- | ----------------- | ----------------- |
| Obtížnost         | 3                 | 2                 |
| Rychlost          | 109               | 75                |
| Bouldering        | 25-26             | 25-26             |
| Kombinace         | 11                | 8                 |

| Světový pohár       | Světový pohár | Světový pohár    | Světový pohár          | Světový pohár | Světový pohár      | Světový pohár    | Světový pohár        |
| Rok                 | 2009          | 2010             | 2011                   | 2012          | 2017               | 2018             | 2019                 |
| ------------------- | ------------- | ---------------- | ---------------------- | ------------- | ------------------ | ---------------- | -------------------- |
| Obtížnost           | 55-59         | 37               | 35                     | —             |                    | 6                | 1                    |
| jednotlivě* (1/2/2) | -,-,-,-, -,24 | -,-,-,-,-, 15-16 | -,-,-,-,-, 14,-,-,-,19 | —             | ,,-,-,-, · 8,-,-,- | ,12, · ,,9       | 16,,                 |
|                     |               |                  |                        |               |                    |                  |                      |
| Rychlost            | —             | —                | —                      | —             | —                  | x                | 0                    |
| jednotlivě*         | —             | —                | —                      | —             | —                  | ,61,78,61,       | 83,62,81,84          |
|                     |               |                  |                        |               |                    |                  |                      |
| Bouldering          | —             | —                | —                      | 73-75         | 29                 | 55-56            | 18                   |
| jednotlivě*         | —             | —                | —                      | 29-30,,,      | 7,-,-, -,-,-,-     | 23,-,-, -,-,-,33 | ,13,10,31, 23,15,16, |
|                     |               |                  |                        |               |                    |                  |                      |
| Kombinace           | —             | —                | —                      | —             | 38                 |                  |                      |

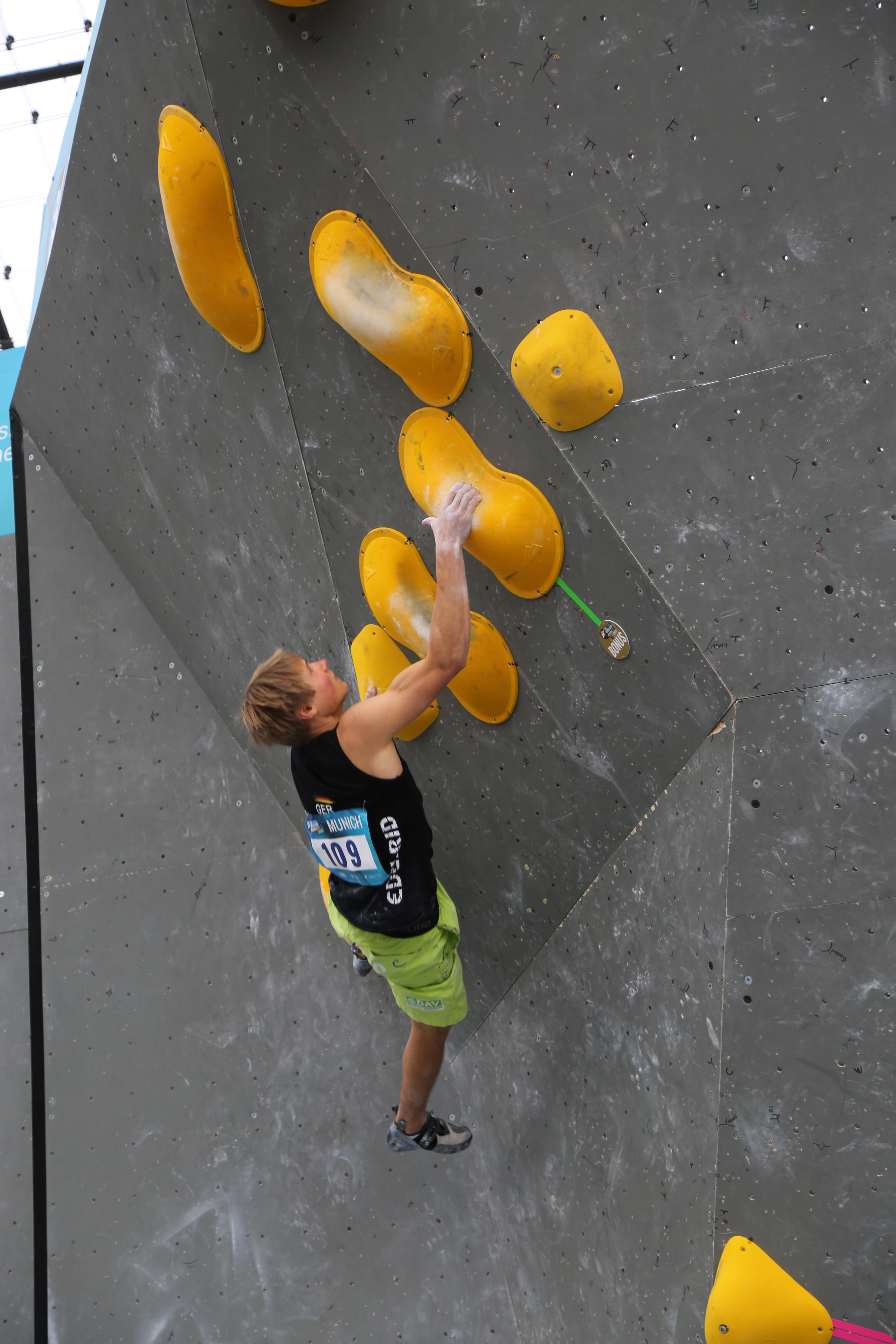
Alex Megos na ME 2017 v boulderingu v Mnichově

* poznámka: nalevo jsou poslední závody v roce; body do celkového umístění jsou jen z první třicítky v závodu; v roce 2017 se kombinace počítala i z jedné disciplíny
| Mistrovství Evropy | Mistrovství Evropy | Mistrovství Evropy |
| Rok                | 2010               | 2017               |
| ------------------ | ------------------ | ------------------ |
| Obtížnost          | 23                 | —                  |
| Bouldering         | —                  | 2                  |

| Mistrovství Německa | Mistrovství Německa |
| Rok                 | 2010                |
| ------------------- | ------------------- |
| Obtížnost           | 3                   |

| Německý pohár | Německý pohár |
| Rok           | 2010          |
| ------------- | ------------- |
| Obtížnost     | 1             |
| jednotlivě*   |               |

* poznámka: nalevo jsou poslední závody v roce
| Mistrovství světa juniorů | Mistrovství světa juniorů | Mistrovství světa juniorů |
| Rok                       | 2009 kat. A               | 2010 kat. A               |
| ------------------------- | ------------------------- | ------------------------- |
| Obtížnost                 | 8                         | 2                         |